# Tysklands riksvapen

Tysklands riksvapen.

Tysklands riksvapen, kallat förbundsvapen (tyska: Bundeswappen) eftersom Tyskland är en förbundsrepublik, visar i fält av guld en svart örn med röd beväring. Vapnet kallas i Tyskland ofta för der Bundesadler (förbundsörnen), i stället för det tidigare der Reichsadler (riksörnen) eller der Wehrmachtsadler (värnmaktsörnen).

## Historia
Örnen var från början en kejserlig symbol i det Heliga Romerska Riket (Tysk-Romerska riket), men eftersom detta rike under århundradenas gång kom att bli alltmer identifierat med Tyskland, kom också örnen att uppfattas som en symbol för Tyskland. En örn ingick även i vapnet för Kejsardömet Tyskland som bildades 1871 och den därpå följande Weimarrepubliken. Det nuvarande vapnet antogs av Tyskland år 1919. 1935 ersatte det av Nazitysklands örn. 1950 återtog Västtyskland vapnet.
En örn finns också i vapnen för bland annat Polen, Serbien, Österrike och Ryssland.

### Tyska förbundet 1815–1866
Tyska förbundet använde en dubbelörn, det vill säga en örn med två huvuden. Eftersom dubbelörnen hade kommit att uppfattas som en tysk nationalsymbol användes den även av Tyska förbundet.

### Kejsarriket 1871–1918
När Tyskland enades 1871 skapade man också ett nytt riksvapen. Också det innehöll en örn, men nu endast med ett huvud, likt örnen i Preussens vapen. Preussen var den dominerande delstaten i det nyskapade kejsardömet Tyskland.

### Weimarrepubliken 1919–1933
Dagens vapen infördes i Weimarrepubliken 1919. Heraldiskt var det lika med Tysklands nutida vapen men på den tiden brukade det konstnärligt framställas annorlunda. Detta vapen bröt i sin enkelhet med det kejserliga Tysklands vapen.

### Nazityskland 1933–1945
I Nazityskland avbildades örnen med ett hakkors i klorna. Vapnet infördes i samband med partidagarna i Nürnberg 1935. En snarlik symbol men med örnens huvud vänt åt andra hållet användes av Nazistpartiet.

### Förbundsrepubliken sedan 1949
Förbundspresident Theodor Heuss fastställde 1950 det nuvarande vapnet för Förbundsrepubliken Tyskland (Västtyskland) med grundval i det vapen som hade använts under Weimarrepublikens tid. Egentligen var det samma vapen som återupptogs, men nu för tiden brukar det bildmässigt framställas något annorlunda jämfört med på 1920-talet. När Östtyskland uppgick i Västtyskland 1990 blev vapnet det återförenade Tysklands vapen.

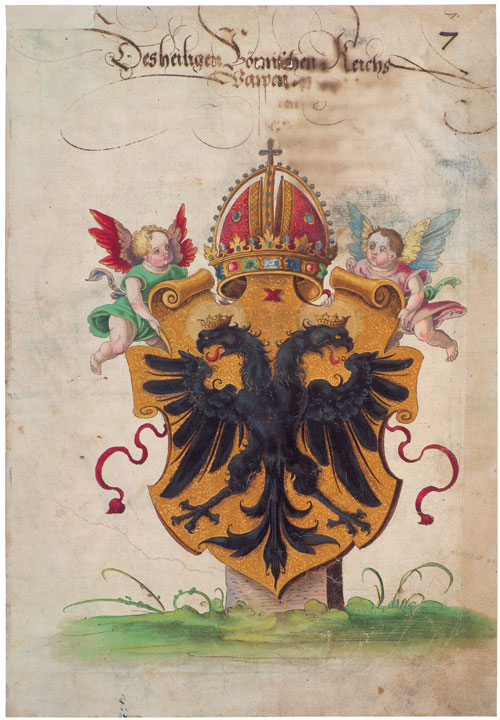
Tysk-romerska riket
Tyska förbundet
1871 års stora kejserliga riksvapen (uteslutande använt av statsöverhuvudet)
Weimarrepubliken
Nazityskland

## Exempel på den tyska örnens användning i dag

Örnen då den används av federala myndigheter
Örnen i förbundsrådets logotyp
Förbundspresidentens standar
Förbundsdagens örn
Förbundskanslerns standar
Skylt som används av Tysklands ambassader